# Cinquantenario della Regia Accademia Navale di Livorno

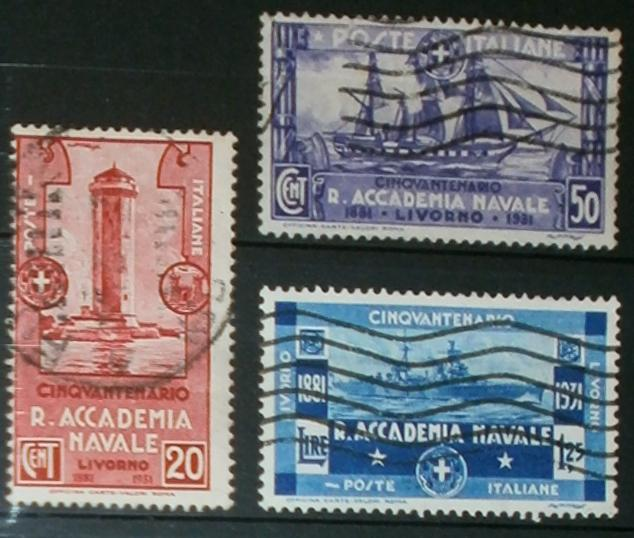
La serie completa, 1931.

La serie del Cinquantenario della Regia Accademia Navale di Livorno è una serie di francobolli del Regno d'Italia emessa il 29 novembre 1931 e dedicata alla celebrazione dei cinquant'anni dell'ente universitario militare livornese inaugurato il 6 novembre 1881.
I francobolli della serie, stampati in rotocalco in fogli di 50, hanno come soggetto la Torre del Marzocco di Livorno (valore da 20 cent), la nave scuola Amerigo Vespucci varata il 22 febbraio 1931 (valore da 50 cent), e, sul valore finale, l'incrociatore Trento varato il 4 ottobre 1927 ed entrato in servizio nel 1929 (valore da 1,25 lire).

## Valori
- 20 Centesimi, carminio
- 50 Centesimi, violetto
- 1,25 lire, azzurro